# Chiang Wan-an
Wayne Chiang o Chiang Wan-an (chino: 蔣萬安; pinyin: Jiǎng Wàn'ān; Wade–Giles: Chiang Wan-an); nacido el 26 de diciembre de 1978, anteriormente de apellido Chang (章; Zhāng), es un político taiwanés. Es bisnieto de Chiang Kai-shek, expresidente de la República de China, e hijo de John Chiang.
Chiang Wan-an se graduó de la Universidad Nacional Chengchi y la Universidad de Pensilvania, antes de trabajar como abogado corporativo en los Estados Unidos antes de comenzar una carrera política en Taiwán.

## Primeros años
Nacido Wayne Chang (章萬安) el 26 de diciembre de 1978, es el único hijo de sus padres John Chiang y Helen Huang. Tiene dos hermanas mayores.
No supo de su relación con Chiang Kai-shek hasta la escuela secundaria, cuando su padre se lo contó a Chiang y a sus hermanos en una charla nocturna. Tras el anuncio, la familia cambió su apellido de "Chang" a "Chiang".
Chiang era un estudiante de la Escuela Secundaria Superior Afiliada de la Universidad Normal Nacional de Taiwán y de la Escuela Secundaria Municipal Jianguo de Taipéi. Después de graduarse, asistió a la Universidad Nacional Chengchi, donde se especializó en relaciones internacionales y derecho.

## Carrera legal
Al graduarse de la Universidad Nacional Chengchi, trabajó para el bufete de abogados Lee and Li. Más tarde, Chiang se convirtió en asistente en la Asamblea Nacional. Fue aceptado en la Facultad de Derecho de la Universidad de Pensilvania en 2002 y se fue a los Estados Unidos. Después de que Chiang obtuvo su título de J.D., ejerció la abogacía en la oficina de Palo Alto de Wilson Sonsini Goodrich & Rosati, una conocida firma de abogados corporativos en California, donde su área de práctica se centró en el financiamiento de capital de riesgo y el derecho corporativo y de seguridad. Después de ejercer durante varios años, fundó su propio bufete de abogados antes de regresar a Taiwán en 2013.

## Carrera política
Chiang se enfrentó a Lo Shu-lei en la primera ronda de las primarias del partido Kuomintang en abril de 2015. Después de que Lo no logró construir una ventaja suficiente, se convocó otra primaria el mes siguiente, que ganó Chiang. Se postuló como candidato del KMT para el tercer distrito electoral de la ciudad de Taipéi en las elecciones legislativas de 2016 y ganó un escaño en el Yuan Legislativo. La Oficina del Fiscal del Distrito de Taipéi finalizó una investigación de las acusaciones de compra de votos contra Chiang en marzo, pero no lo acusó de irregularidades.
En enero de 2018, Chiang declaró que no buscaría representar al Kuomintang en las elecciones a la alcaldía de Taipéi previstas para noviembre. Chiang se postuló para la reelección en 2020, derrotando a su oponente más cercano, el candidato del Partido Progresista Democrático Enoch Wu, por el seis por ciento de los votos, 51-45%. En mayo de 2022, el Kuomintang nominó a Chiang como su candidato a la alcaldía de Taipéi en las elecciones locales. El 10 de noviembre de 2022, Chiang anunció que renunciaría a su escaño legislativo para centrarse en su campaña para la alcaldía.

## Vida personal
Chiang conoció a su futura esposa, Shih Fang-ken (石舫亘), mientras ambos eran estudiantes en la Universidad Nacional Chengchi. Salieron durante diez años y se casaron el 23 de mayo de 2009. Su primer hijo, un hijo llamado Chiang Te-li (蔣得立), nació en junio de 2011 y su segundo hijo, Chiang Te-yu (蔣得宇) , nació el 23 de julio de 2021.